# Beris emeishana
Beris emeishana är en tvåvingeart som beskrevs av Yang 1991. Beris emeishana ingår i släktet Beris och familjen vapenflugor. Inga underarter finns listade i Catalogue of Life.